# Platycerium elemaria
Platycerium elemaria är en stensöteväxtart som beskrevs av Hoshiz. och M. G. Price. Platycerium elemaria ingår i släktet Platycerium och familjen Polypodiaceae. Inga underarter finns listade.